# Арсений (Хейккинен)
Митрополи́т Арсе́ний (фин. Metropoliitta Arseni, в миру Йо́рма Хе́йккинен, фин. Jorma Heikkinen; род. 14 июля 1957, Лапинлахти, Куопио) — епископ Финляндской архиепископии Константинопольского патриархата; митрополит Куопиоский и Карельский (с 2018).

## Биография
Родился 14 июля 1957 года в Лапинлахти в Финляндии в многодетной (6 детей) лютеранской семье. Его отец Антти — плотник, а мать Сиркка — домохозяйка. Окончил гимназию в Лапинлахти и сдал экзамены для поступления в вуз.
В 1978 году под влиянием дружбы с православным деятелем искусства Иной Коллиандер перешёл из евангелическо-лютеранской церкви в православие.
В 1979—1983 годах учился в православной семинарии в Куопио, где получил степень магистра богословия.
28 февраля 1985 года исполняющим обязанности ректора Ленинградской духовной академии архимандритом Мануилом (Павловым) был пострижен в монашество с именем Арсений в честь преподобного Арсения Коневского и позднее хиротонисан во иеродиакона. В 1986 году архиепископом Карельским Павлом (Олмари) хиротонисан во иеромонаха.
В 1988 году окончил Ленинградскую духовную академию со степенью кандидата богословия и богословский факультет Афинского университета.
С 1986 по 1992 года являлся заместителем настоятеля Ново-Валаамского монастыря.
В 1997 году архиепископом Карельским и Финляндским Иоанном (Ринне) был возведён в достоинство архимандрита.

### Епископское служение
В октябре 2004 году на Церковном соборе был избран для рукоположения в сан епископа Йо́энсууского, викария Карельской епархии.
23 января 2005 года, в Никольском соборе в Куопио состоялась его архиерейская хиротония. Хиротонию совершили: архиепископ Карельский и Финляндский Лев (Макконен), митрополит Хельсинкский Амвросий (Яаскеляйнен) и митрополит Оулуский Пантелеимон (Сархо).
Одной из обязанностей епископа Арсения как викарного епископ Карельской епархии является духовная помощь иммигрантам, прибывшим в Финляндию на постоянное место жительства.
Епископ Арсений известен также как иконописец и знаток православной иконографии. Он опубликовал ряд статей и монографий о православном иконописании и технике иконописи.
9 ноября 2011 года по 22 ноября 2012 года в связи с отстранением от исполнения обязанностей настоятеля Ново-Валаамского монастыря архимандрита Сергия (Раяполви) епископ Арсений назначен временным управляющим обителью.
С 1 июня 2013 года в связи с уходом на покой епископа Оулуского Пантелеимона, приступил к исполнению обязанностей митрополита Оулуского.
29 ноября 2018 года на Соборе Финляндской архиепископии был избран управляющим Куопиоской и Карельской митрополией. 17 февраля 2019 года в Никольском соборе города Куопио состоялся чин его интронизации.